# Kernkraftwerk Chapelcross
Das Kernkraftwerk Chapelcross (auch: Chapelcross Processing Plant (CXPP), Codename CANDLE) lag bei der Stadt Annan im Verwaltungsbezirk Dumfries and Galloway im Südwesten Schottlands, wurde zusammen mit dem Kernkraftwerk Calder Hall gebaut und ab 2007 schrittweise abgerissen.
Das Kraftwerk wurde Ende der 1950er Jahre errichtet, um den Süden Schottlands mit Strom zu versorgen. Ein weiterer Grund jedoch war die angestrebte Plutoniumgewinnung für die britischen Kernwaffen.
Es ging 1959 an das öffentliche Stromnetz und wurde im Jahr 2004 nach fast 45 Jahren Laufzeit vom Netz genommen. Zuletzt zählte es zu den ältesten noch in Betrieb befindlichen Kernkraftwerken der Welt.
Ursprünglich von der United Kingdom Atomic Energy Authority Production Group (UKAEA) betrieben, ist der jetzige Eigentümer die Nuclear Decommissioning Authority und der Betreiber ist Magnox Electric.
Beim Kraftwerkskomplex Chapelcross handelte es sich um vier Magnox-Reaktoren mit einer elektrischen Nettoleistung von jeweils 48 Megawatt und einer Bruttoleistung von je 60 Megawatt.
Die Reaktoren wurden 2006 endgültig abgeschaltet. Die vorhandenen Brennstäbe wurden bis 2012 nach Sellafield gefahren.

## Zwischenfälle
Im Mai 1967 kam es zu einer partiellen Kernschmelze im Block 2. Ursache war ein Versuchsbrennstab, in dem ein Graphitpartikel die Kühlung verstopfte. Der Kern wurde erneuert und 1969 wieder in Betrieb genommen.
Am 21. Dezember 1988 stürzte eine Boeing 747 von Pan-American infolge eines Bombenanschlags über der 16 Kilometer nördlich des Kernkraftwerks gelegenen Kleinstadt Lockerbie ab. Die Maschine hatte die Anlage unmittelbar vor dem Absturz überflogen. Da sich erst zwei Jahre zuvor die Nuklearkatastrophe von Tschernobyl ereignet hatte, dachten zahlreiche Bewohner von Lockerbie zunächst, es sei zu einer Kernschmelze im Kraftwerk gekommen.
Im Jahr 2001 gab es einen Zwischenfall, als Reaktor 3 mit neuem Brennstoff versorgt wurde und ein Behälter mit 24 Brennstäben von einer Brennstoffentlademaschine herunterfiel.

## Stilllegung und Abriss
Die Stromerzeugung endete im Jahre 2004, da eine Modernisierung des Kraftwerks zu teuer gekommen wäre.
Am 20. Mai 2007 wurden die vier Kühltürme gesprengt. Zwischen Dezember 2012 und März 2013 wurden die Reaktoren ausgeräumt.

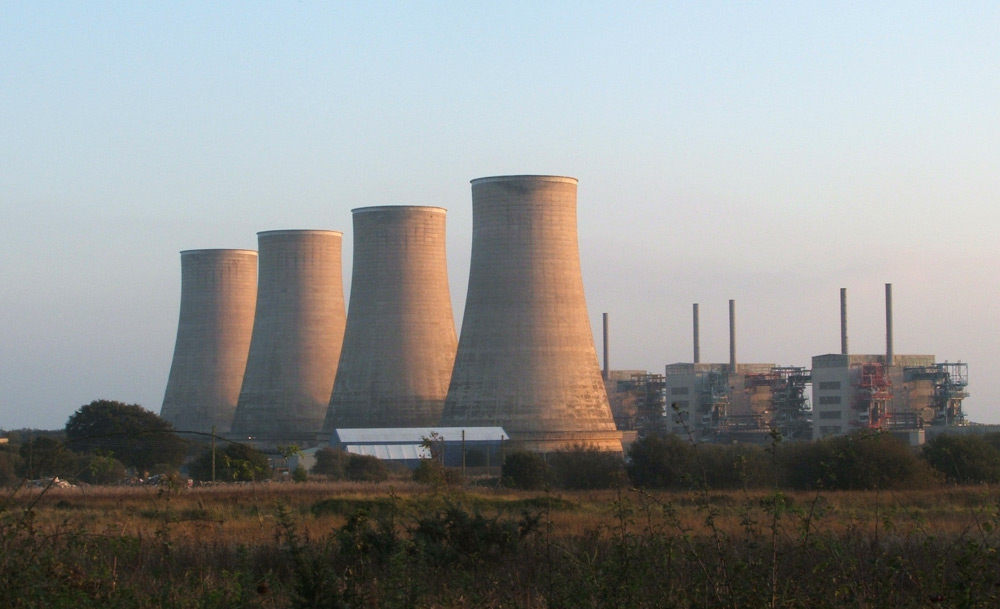
Kernkraftwerk Chapelcross
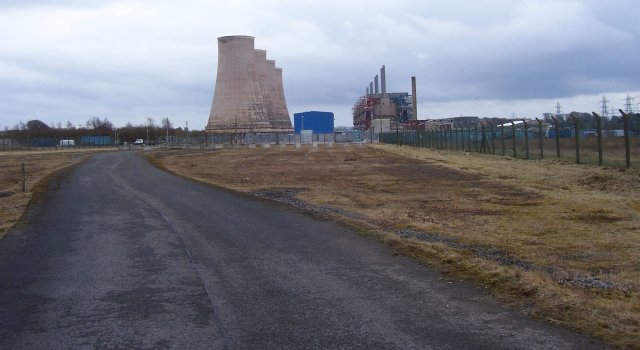
Kernkraftwerk Chapelcross

## Zwischenlager
Im Jahr 2014 begann mit dem Bau eines Zwischenlagers (Interim Storage Facility). Die Anlage ist 57 mal 23 Meter groß und soll für 120 Jahre mittelaktive Abfälle speichern. Ein Endlager muss von der schottischen Regierung noch gefunden werden. Seit dem Mai 2021 wird das Lager bestückt.

## Daten der Reaktorblöcke
Das Kernkraftwerk Chapelcross hat insgesamt vier Blöcke:
| Reaktorblock  | Reaktortyp     | Netto- leistung | Brutto- leistung | Baubeginn  | Netzsyn- chronisation | Kommerzieller Betrieb | Abschaltung |
| ------------- | -------------- | --------------- | ---------------- | ---------- | --------------------- | --------------------- | ----------- |
| Chapelcross-1 | Magnox-Reaktor | 48 MW           | 60 MW            | 01.10.1955 | 01.02.1959            | 01.03.1959            | 29.06.2004  |
| Chapelcross-2 | Magnox-Reaktor | 48 MW           | 60 MW            | 01.10.1955 | 01.07.1959            | 01.08.1959            | 29.06.2004  |
| Chapelcross-3 | Magnox-Reaktor | 48 MW           | 60 MW            | 01.10.1955 | 01.11.1959            | 01.12.1959            | 29.06.2004  |
| Chapelcross-4 | Magnox-Reaktor | 48 MW           | 60 MW            | 01.10.1955 | 01.01.1960            | 01.03.1960            | 29.06.2004  |